# 2789 Foshan
2789 Foshan è un asteroide della fascia principale. Scoperto nel 1956, presenta un'orbita caratterizzata da un semiasse maggiore pari a 2,2273738 UA e da un'eccentricità di 0,1643851, inclinata di 3,81680° rispetto all'eclittica.
L'asteroide è dedicato alla città di Foshan.